# Park So-yeon
Park So-yeon (hangul: 박소연; hanja: 朴昭姸; rr: Bak So-yeon; MR: Pak So-yŏn; Andong, 5 de outubro de 1987), mais conhecida na carreira musical apenas como Soyeon (hangul: 소연) ou Melody Park, é uma atriz e cantora sul-coreana. Realizou sua estreia no cenário musical em 2009 no grupo feminino T-ara, sendo considerado um dos grupos de K-pop mais populares e bem sucedidos da Coreia do Sul.

## Biografia
Soyeon nasceu sob o nome Park In-jung (hangul: 박인정; hanja: 朴仁贞; rr: Bag In-jeong; MR: Bak In-jŏng) em 5 de outubro de 1987 em Andong, Gyeongsang do Norte, na Coreia do Sul. Ela estudou na prestigiada Anyang High School of Arts em Anyang, Gyeonggi.

## Carreira

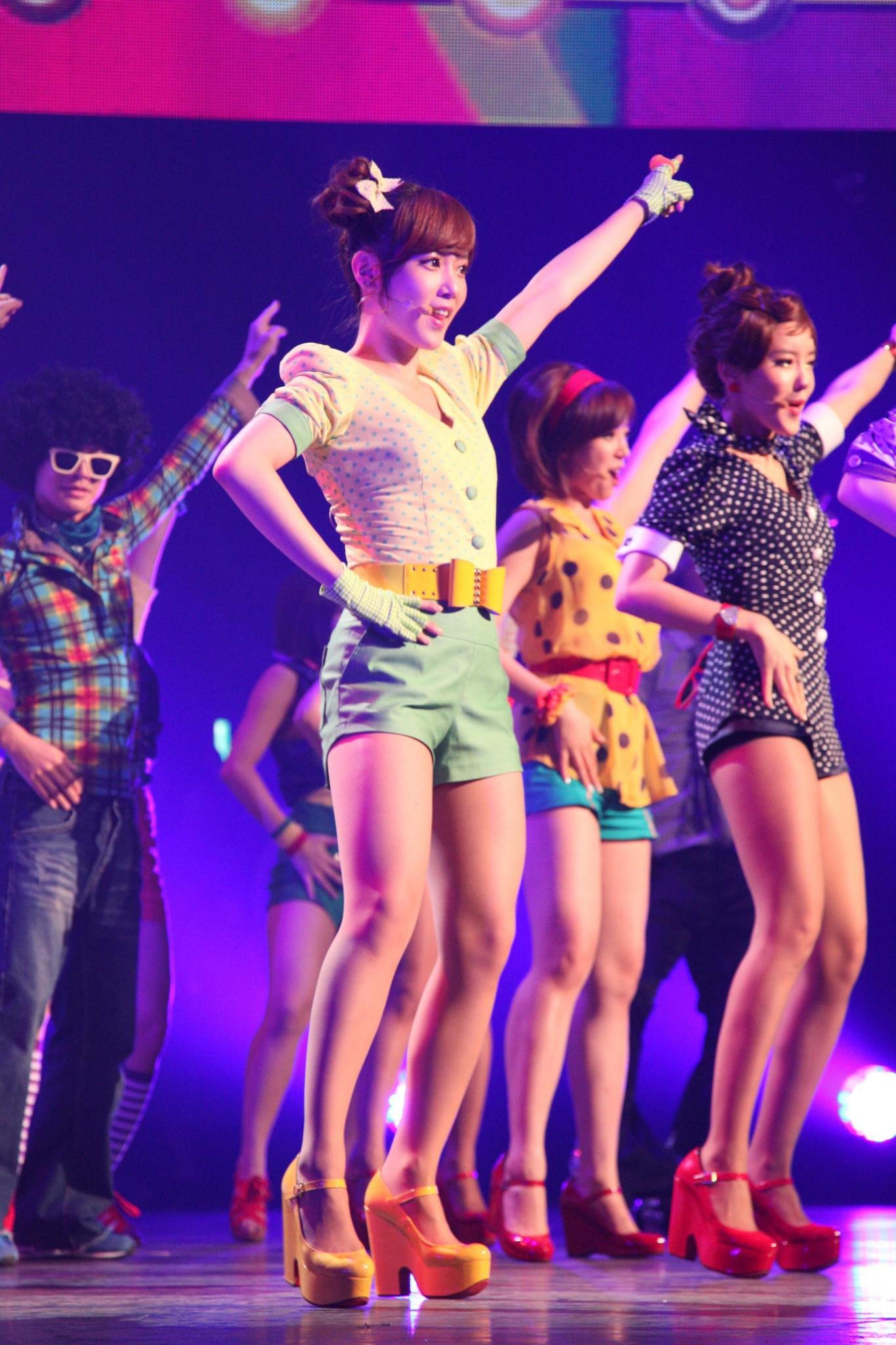
Soyeon apresentando-se no Cyworld Dream Music Festival em julho de 2011

### Pré-estreia
Em 2005, Soyeon participou do CMB Chin Chin Singing Competition onde apresentou a canção "Do It" da cantora Gummy, sendo premiada com o primeiro lugar e recebendo o troféu de ouro. Na ocasião, foi observada por um olheiro da SM Entertainment e posteriormente juntou-se à agência como uma trainee, preparando-se para estrear como integrante do grupo Girls' Generation. No entanto, ela deixou a empresa seis meses antes da estreia por circunstâncias pessoais. Depois de estrear com o T-ara, Soyeon revelou no programa Taxi da tvN que naquela época ela sentiu que a oportunidade veio tão facilmente e ela não estava mentalmente preparada para a estreia.

### 2009–11: Início da carreira
Em junho de 2009, Soyeon juntou-se à Eunjung, Jiyeon, Hyomin e Boram para formar o grupo feminino T-ara sob o selo da Core Contents Media (atual MBK Entertainment). Com a adição da integrante Qri, o grupo estreou em 27 de julho com o lançamento do single "Lies" (거짓말), estreando ao vivo nos palcos do programa M Countdown da Mnet em 30 de julho.
Em 2010, Soyeon foi levada às pressas ao hospital após se queixar de não se sentir bem durante as filmagens de sua participação na série de televisão Master of Study da MBC. Soyeon então foi diagnosticada com H1N1 enquanto o T-ara ainda estava promovendo o single "Like The First Time" (처음처럼) de seu primeiro álbum de estúdio Absolute First Album. Logo após, gravou as trilhas sonoras "Page One", em colaboração com a cantora Ock Joo-hyun para a série Coffe House da SBS, e "What Should We Finish?" (뭐라고 끝낼까) para o filme Death Bell 2: Bloody Camp, no qual sua colega de grupo Jiyeon é a protagonista.
Em 2011, foi escalada para o elenco do programa de variedades 100 Points Out Of 100 da KBS ao lado de outras personalidades da mídia sul-coreana.

### 2012–13: QBS e outras atividades
Em 7 de dezembro de 2011, Soyeon é anunciada como a nova líder do T-ara, que segue um sistema de liderança rotativo na qual as líderes do grupo mudam de período a período. Ela é a quarta líder do grupo após Eunjung, Boram e Hyomin. Soyeon participou de uma adaptação musical de "Roly-Poly", canção de grande sucesso do T-ara, realizada em 13 de janeiro de 2012 no Sungnam Arts Center. Foi escalada para a série Lovers of Haeundae da SBS, que estreou em 13 de agosto de 2012.
Em 2013, Soyeon juntou-se à Boram e Qri para formar a subunidade japonesa QBS que estreou em 26 de junho com o lançamento do single "Kaze no You ni" (風のように, Like The Wind). No mês seguinte, ela passou a liderança do T-ara para Qri.

### 2017–presente: MBK Entertainment e carreira solo
Em 06 de março de 2017, a MBK Entertainment anunciou que o T-ara estava preparando-se para o último lançamento com seis integrantes, provisoriamente agendado para maio, depois que Soyeon e Boram decidiram não renovar com seus contratos, enquanto Qri, Eunjung, Hyomin e Jiyeon permanecerão com a gravadora até 31 de dezembro. Em 7 de maio, entretanto, a MBK Entertainment revelou que os planos do grupo haviam mudado e o lançamento final havia sido remarcado para junho de 2017, sem a participação de Soyeon e Boram devido ao vencimento de seus contratos. Em 8 de maio, foi anunciado que a última apresentação do T-ara com seis integrantes seria no concerto do grupo em Taiwan em 13 de maio.
Em 11 de julho de 2020, foi anunciado que Soyeon assinou com a Think Entertainment e está preparando-se para sua estreia solo. No mesmo ano, ela juntou-se ao elenco do Miss Back, um reality show da MBN centrado em cantoras de K-pop que foram esquecidas pela mídia e buscam uma segunda chance. Entretanto, ela deixou o programa após três episódios.

## Vida pessoal
Em 22 de janeiro de 2022, a agência de Soyeon anunciou que ela irá se casar com o jogador de futebol Cho Yu-min da Suwon FC, com quem ela se relaciona há três anos. A cerimônia seria realizada em novembro de 2022, mas foi adiada devido à convocação de Cho para a Copa do Mundo de 2022.

## Discografia

### Singles
| Título                                                                                             | Ano                    | Melhor posição nas paradas | Melhor posição nas paradas | Vendas                 | Álbum                           |
| Título                                                                                             | Ano                    | KOR Gaon                   | KOR Billboard              | Vendas                 | Álbum                           |
| Como artista principal                                                                             | Como artista principal | Como artista principal     | Como artista principal     | Como artista principal | Como artista principal          |
| -------------------------------------------------------------------------------------------------- | ---------------------- | -------------------------- | -------------------------- | ---------------------- | ------------------------------- |
| "Letter" (信件)                                                                                    | 2020                   | —                          | —                          | —                      | Lançamento sem álbum            |
| "Just The Same As Before" (다 그대로더라)                                                          | 2021                   | —                          | —                          | —                      | Lançamento sem álbum            |
| "Interview" (인터뷰)                                                                               | 2021                   | —                          | —                          | —                      | Lançamento sem álbum            |
| Colaborações                                                                                       |                        |                            |                            |                        |                                 |
| "Song For You" (널 위해 부르는 노래) (com Ahn Young-min)                                           | 2011                   | —                          | —                          | —                      | Ahn Young-min A-Family, Part. 3 |
| "I Know" (알아요) (com Lee Bo-ram e Yangpa)                                                        | 2012                   | —                          | —                          | —                      | Together                        |
| "Painkiller" (진통제) (com Sung Yoo-jin, Seo Eun-kyo, Taewoon e Choi Sung-min)                     | 2013                   | 11                         | 13                         | - KOR: 219,811+        | Tears of Mind                   |
| "Don't Forget Me" (나를 잊지 말아요) (com Eunjung, Song Min-kyung, Cho Seung-hee, Speed e Seungri) | 2015                   | —                          | —                          | —                      | White Snow                      |
| Aparições em trilhas sonoras                                                                       |                        |                            |                            |                        |                                 |
| "What Should We Finish?" (뭐라고 끝낼까)                                                           | 2010                   | —                          | —                          | —                      | Death Bell 2: Bloody Camp OST   |
| "Until The End" (com Lee Bo-ram)                                                                   | 2011                   | —                          | —                          | —                      | Ghastly OST                     |
| "Page One" (com Ock Joo-hyun e SG Wannabe)                                                         | 2011                   | 25                         | 30                         | - KOR: 361,277+        | Coffee House OST                |
| "One Love" (하나의 사랑)                                                                           | 2020                   | —                          | —                          | —                      | Homemade Love Story OST         |
| Outras canções cartografadas                                                                       |                        |                            |                            |                        |                                 |
| "Love Poem" (愛の詩)                                                                               | 2013                   | —                          | —                          | —                      | Bunny Style!                    |
| "Sign" (com Han Areum)                                                                             | 2013                   | —                          | —                          | —                      | Bunny Style!                    |
| "Sad Engagement" (슬픈 언약식)                                                                     | 2020                   | —                          | —                          | —                      | Family                          |
| "Don't Worry" (걱정말아요 그대) (com Ahn Seong-hoon)                                               | 2020                   | —                          | —                          | —                      | Kim Ho-jung's Partner           |
| "—" indica lançamentos que não figuraram nas paradas ou não foram lançados nessa região.           |                        |                            |                            |                        |                                 |

## Filmografia

### Filmes
| Ano  | Título                                  | Título          | Personagem | Nota(s)               | Ref.   |
| Ano  | Romanizado                              | Hangul          | Personagem | Nota(s)               | Ref.   |
| ---- | --------------------------------------- | --------------- | ---------- | --------------------- | ------ |
| 2011 | Ghastly                                 | 기생령          | ela mesma  | Participação especial | [ 35 ] |
| 2019 | I Love You, You're Perfect, Now Change! | 你咪理，我爱你! | ela mesma  |                       | [ 36 ] |

### Televisão
| Ano  | Título              | Título                   | Personagem / Função         | Emissora      | Nota(s)               | Ref.   |
| Ano  | Romanizado          | Hangul                   | Personagem / Função         | Emissora      | Nota(s)               | Ref.   |
| ---- | ------------------- | ------------------------ | --------------------------- | ------------- | --------------------- | ------ |
| 2010 | Giant               | 자이언트                 | Estudante                   | SBS           | Participação especial | [ 37 ] |
| 2010 | Master of Study     | 공부의 신                | Bunny Girls                 | KBS           | Episódios 7–8, 10     | [ 38 ] |
| 2012 | Lovers of Haeundae  | 해운대 연인들            | Lee Gwan-soon               | KBS           |                       | [ 14 ] |
| 2015 | Sweet Temptation    | 달콤한 유혹              | So-hee                      | Naver TV Cast |                       | [ 39 ] |
| 2019 | Shopping King       | 쇼핑왕                   | Ela mesma                   | TV Chosun     | Episódios 1–7         | [ 40 ] |
| 2020 | King of Mask Singer | 미스터리 음악쇼 복면가왕 | Participante (como "Diver") | MBC           | Episódios 267–268     | [ 41 ] |
| 2020 | Miss Back           | 미쓰백                   | Ela mesma                   | MBN           | Episódios 1–3         | [ 42 ] |

### Musical
| Ano  | Título                       | Personagem  | Ref.   |
| ---- | ---------------------------- | ----------- | ------ |
| 2012 | Our Youth, Roly Poly Musical | Oh Hyun-joo | [ 43 ] |